# B.O.A.T.S. II: Me Time
B.O.A.T.S. II: Me Time è il secondo album discografico in studio del rapper statunitense 2 Chainz, pubblicato nel settembre 2013 dalla Def Jam Recordings. 

## Il disco
Nel luglio 2013 2 Chainz ha pubblicato il primo di una serie di mini-video attraverso cui ha promosso l'album. La copertina del disco è stata realizzata da Kanye West e dal suo collettivo di artisti chiamato DONDA. 
Per quanto riguarda i singoli promozionali, il primo brano estratto dall'album è stato Feds Watching. Il brano si avvale della collaborazione di Pharrell Williams ed è stato pubblicato i primi giorni di giugno del 2013. Il secondo singolo, pubblicato solo a fini commerciali, è stato Where U Been?. 
Pharrell è solo uno dei tanti artisti che hanno collaborato al disco non solo nei ruoli artistici ma anche in quelli di produzione.
Riguardo alla vendite, l'album ha debuttato alla posizione #3 della classifica Billboard 200.
L'edizione internazionale contiene una traccia aggiuntiva dal titolo We Own It (Fast & Furious) feat. Wiz Khalifa.

## Tracce
1. Fork – 3:47
2. 36 – 1:28
3. Feds Watching (feat. Pharrell) – 4:10
4. Where U Been? (feat. Cap.1) – 3:50
5. I Do It (feat. Drake & Lil Wayne) – 6:13
6. Used 2 – 3:45
7. Netflix (feat. Fergie) – 3:55
8. Extra (feat. Rich Homie Quan) – 4:47
9. U Da Realest – 4:41
10. Beautiful Pain (feat. Lloyd & Ma$e) – 4:50
11. So We Can Live (feat. T-Pain) – 6:46
12. Mainstream Ratchet – 3:58
13. Black Unicorn (feat. Chrisette Michele & Sunni Patterson) – 4:45
14. Outroduction – 5:00

## Classifiche
| Classifica (2013)         | Posizione raggiunta |
| ------------------------- | ------------------- |
| Canada                    | 11                  |
| Stati Uniti Billboard 200 | 3                   |